# Нумеира
Нумериа је археолошки локалитет недалеко од Мртвог мора. На локалитету се налазе остаци из раног бронзаног доба.
Нумериа је такође и име реке и долине (вади) у близини археолошког локалитета. Река врши знатну штету локалитету.
Неки тврде да је Нумериа заправо Гомора, а суседни локалитет Баб ед-Дра Содома. Ово многи оспоравају, јер се локалитети не налазе у одговарајућем географском подеручју и не ради се о истом временском периоду.